# Bidon rowerowy

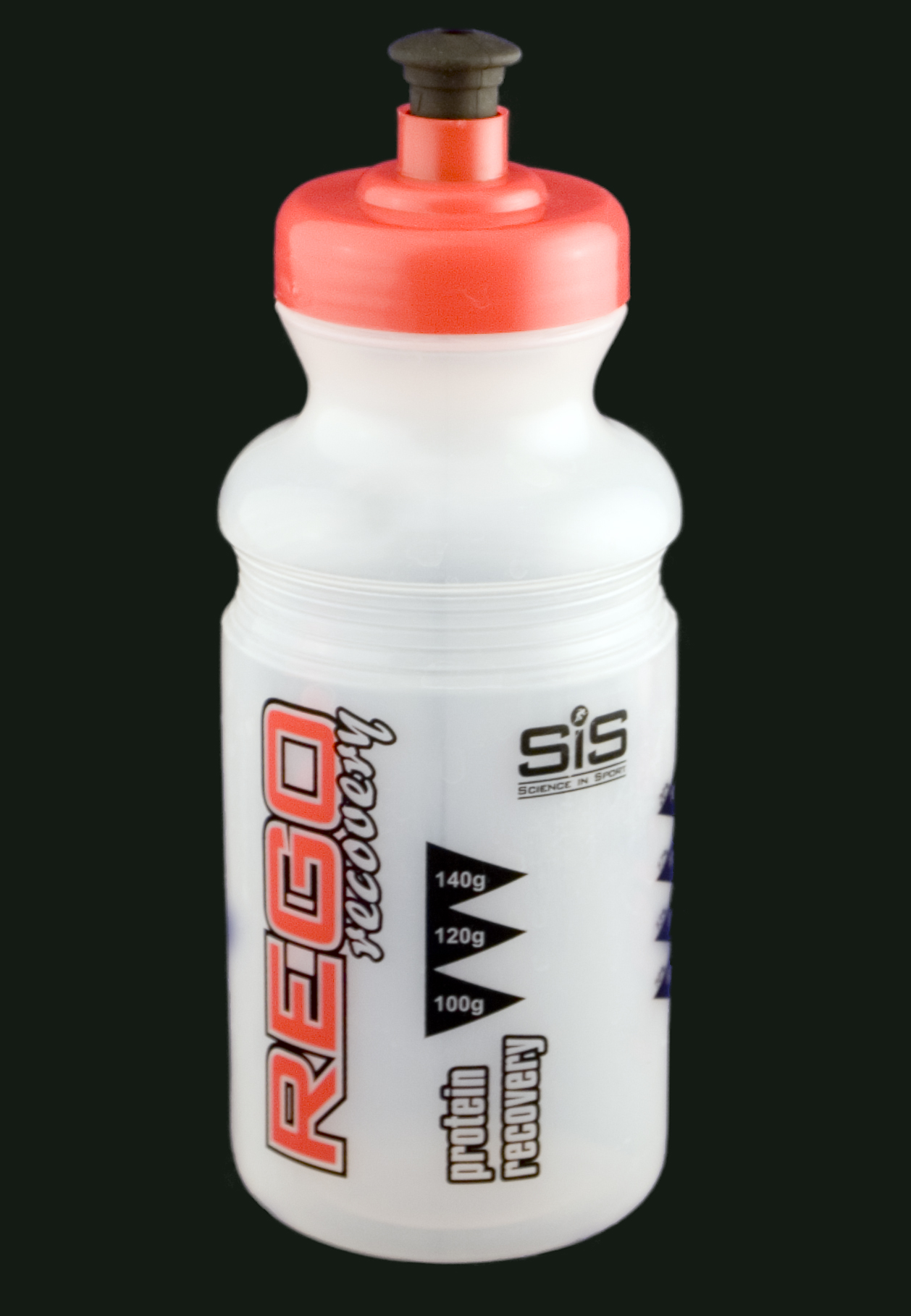
Bidon rowerowy

Bidon rowerowy – pojemnik na płyny (pojemność przeciętnie od 0,25 do 1 litra) mocowany w dedykowanym uchwycie (koszyku) umieszczonym na ramie roweru (od 1950 roku - wcześniej montowane na kierownicy). Sposób zamocowania ułatwia wyjmowanie bidonu.
Bidony najczęściej wykonywane są z tworzyw sztucznych (wcześniej metalowe). Tworzywo musi być odporne na uderzenia (np. o ziemię). Materiał bidonu musi spełniać normy dla materiałów mających kontakt z żywnością. Istnieją również bidony metalowe (aluminiowe). Ulegają one jednak szybkiemu zużyciu, zwłaszcza ich zewnętrzna powłoka, przez co ich popularność jest ograniczona.
W turystyce rowerowej lub podczas sportowego uprawiania kolarstwa używany bywa bukłak zamiast bidonu.
Zalety
- W czasie wyścigu szybciej jest wymienić bidon na pełny niż napełnić bukłak. Wymiana bidonu jest możliwa bez konieczności zatrzymywania się zawodnika.
- Łatwiejsze mycie, bidony można myć w zmywarce do naczyń.
- Niska cena.

Wady
- Niemożliwe jest picie w czasie jazdy bez odrywania rąk od kierownicy. Ma to szczególnie znaczenie w przypadku jazdy w terenie.
- Niewielka pojemność.
- Łatwość zgubienia w czasie jazdy.